# برنارد سان
برنارد سان (انگلیسی: Bernard Sun؛ زادهٔ ۳ فوریهٔ ۱۹۹۹) بازیکن فوتبال است.
از باشگاه‌هایی که در آن بازی کرده‌است می‌توان به باشگاه خیمناستیک تاراگونا اشاره کرد.
وی همچنین در تیم‌های ملی فوتبال بازی کرده‌است.